# Darius Outlaw
Darius Outlaw (* 8. Juli 1981) ist ein ehemaliger US-amerikanischer Footballtrainer und ehemalige -spieler.

## Leben
Der 1,88 Meter messende Outlaw spielte an der Paulding County High School im US-Bundesstaat Georgia und danach bis 2003 an der University of Missouri (erst als Quarterback, dann als Passempfänger).
Zur Saison 2004 wechselte er in die höchste deutsche Spielklasse, die GFL, zu den Hamburg Blue Devils. 2005 war Outlaw Mitglied der Hamburg Eagles in der zweiten Liga, dort spielte er wie bei den Blue Devils mit Curtis Cooper zusammen. Outlaw und Cooper gingen 2006 gemeinsam zu den Berlin Adlern und damit in die höchste deutsche Spielklasse zurück.
In der Saison 2007 spielte Outlaw für die Cologne Falcons, ab 2008 dann für die Darmstadt Diamonds (jeweils in der GFL). Mit Darmstadt stieg er aus der höchsten deutschen Spielklasse ab. Zunächst wurde im Vorfeld der Saison 2009 seine Vertragsverlängerung in Darmstadt vermeldet, er blieb dann aber doch nicht bei den Hessen, sondern lief für die Berlin Rebels (zweite Liga) auf. Outlaw gelang mit den Hauptstädtern 2009 der Aufstieg in die GFL. Zwar folgte 2010 der Abstieg, 2011 jedoch der Wiederaufstieg. Er brachte sich bei den Berlinern teils auch als Assistenz- sowie Jugendtrainer ein und blieb zunächst bis zum Ende der 2013er Spielzeit im Verein.
In der Saison 2014 trug Outlaw die Farben des Stadtrivalen Berlin Adler. Im Juli 2014 siegte er mit den Adlern im Eurobowl, Outlaw wurde als bester Spieler der Partie gegen die Braunschweig Lions ausgezeichnet. Im Vorfeld der Saison 2015 ging er zu den Berlin Rebels zurück. Nach dem Ende der Saison 2016 zog sich Outlaw vom Leistungsfootball zurück, hob diese Entscheidung aber auf und spielte auch 2017 für die Hauptstädter in der GFL, ehe er seine Laufbahn beendete.
Im Frühjahr 2022 verpflichtete Berlin Thunder aus der European League of Football Outlaw als Quarterback-Trainer.